# فراری (ترانه لینکین پارک)
«فراری» (به‌انگلیسی: "Runaway") یک ترانه از گروه لینکین پارک و با سبک نیو متال می‌باشد. این ترانه در ۲۴، اکتبر سال ۲۰۰۰ ارائه شد؛ خوانندگان این ترانه مایک شینودا و چستر بنینگتون می‌باشند.

## جدول‌ها
| جدول سال ۲۰۰۲                    | موقعیت در جدول |
| US Alternative Songs - Billboard | ۴۰             |
| US Mainstream Rock - Billboard   | ۳۷             |
| -------------------------------- | -------------- |